# Scytalopus gonzagai
Scytalopus gonzagai — вид горобцеподібних птахів родини галітових (Rhinocryptidae). Описаний у 2014 році.

## Назва
Вид названо на честь бразильського орнітолога Луїса Антоніо Педрейри Гонзаги, який першим виявив два птахи цього виду у 1990-х роках.

## Поширення
Ендемік Бразилії. Поширений у двох невеликих гірських районах — Планалту-да-Конкішта та Серра-дас-Лонтраш-Хаві на півдні штату Баїя. Середовище проживання — атлантичний ліс. Населяє підлісок у вологих вічнозелених гірських лісах та у темних і густо зарослих ярах у первинному лісі на висоті між 660 і 1140 м над рівнем моря.

## Опис
Птах з сірим оперенням і жовтими або коричневими кігтями. Цей вид має довжину 12 сантиметрів і важить 15 грамів.